# Misère humaine
Misère humaine est une nouvelle de Guy de Maupassant parue en 1886.

## Historique
Misère humaine est une nouvelle initialement publiée dans Gil Blas  du 8 juin 1886.

## Résumé
En Normandie, à l'automne, un jour de chasse pluvieux, Jean d'Espars accepte d'accompagner le médecin pour soigner des diphtériques dans la ferme des Martinet. Il reste seul avec deux mourantes...

## Éditions
- 1886 -  Misère humaine, dans Gil Blas
- 1964 -  Misère humaine, dans Contes et nouvelles, 2 vol., textes présentés, corrigés, classés et augmentés de pages inédites par Albert-Marie Schmidt, avec la collaboration de Gérard Delaisement, Albin-Michel, 1964-1967
- 1979 -  Misère humaine, dans Maupassant, Contes et nouvelles, tome II, texte établi et annoté par Louis Forestier, Bibliothèque de la Pléiade, éditions Gallimard.

## Lire
- Lien vers la version de  Misère humaine dans Gil Blas,